# پاتر ۷۳۲۰
سیارک ۷۳۲۰ (به انگلیسی: 7320 Potter، نامگذاری:1978TP6) هفت هزار و سیصد و بیستمین سیارک کشف شده‌است که در ۲ اکتبر ۱۹۷۸ کشف شد.
قدر مطلق سیارک برابر ۱۲٫۶۰ است.